# Dzieciaki do wynajęcia
Dzieciaki do wynajęcia (ang. Rent-a-Kid) – amerykański film komediowy z 1995 roku w reżyserii Freda Gerbera z Lesliem Nielsenem w roli głównej.

## Obsada
- Matt McCoy − Russ Syracuse
- Sherry Miller − Valerie Syracuse
- Tony Rosato − Cliff Haber
- Leslie Nielsen − Harry Haber
- Tabitha Lupien − Molly Ward
- Amos Crawley − Brandon Ward
- Cody Jones − Kyle Ward
- Christopher Lloyd − Larry Kayvey

## Wersja polska
Opracowanie wersji polskiej: Start International Polska

Reżyseria: Dobrosława Bałazy

Dialogi polskie: Witold Surowiak

Dźwięk i montaż: Janusz Tokarzewski

Kierownik produkcji: Alicja Jaśkiewicz

Udział wzięli:
- Zbigniew Suszyński − Russ Syracuse
- Anna Apostolakis − Valerie Syracuse
- Adam Bauman − Cliff Haber
- Włodzimierz Bednarski – Harry Haber
- Sara Müldner − Molly Ward
- Krzysztof Skórzyński − Brandon Ward
- Grzegorz Drojewski − Kyle Ward
- Tadeusz Borowski − Larry Kayvey

oraz
- Ewa Kania
- Ewa Wawrzoń
- Barbara Szamborska
- Mirosław Kowalski
- Piotr Zelt
- Jacek Kopczyński

i inni